# Ilha do Cajual
A ilha do Cajual é uma ilha localizada na Baía de São Marcos próximo a Alcântara. A ilha é um importante sítio paleontológico brasileiro, onde foram encontrados fósseis de espécies de animais como o Espinossauro e do gênero Sigilmassasaurus e também plantas como coníferas e samambaias.
A presença de fósseis também presentes na África, pode provar que os continentes já estiveram unidos formando o Gondwana. A "Lage do Coringa", onde são encontrados os fósseis, fica até 2 metros abaixo da água quando a maré sobe, por isso, só pode ser visitada em algumas horas do dia.
Atualmente, ilha do Cajual abriga uma pequena comunidade de quilombolas.
Na Ilha do Cajual foi encontrado, os vestígios do maior dinossauro carnívoro do Brasil. Foram encontrados, vestígios do maxilar e da narina do espécime, conforme informou o Museu Nacional da Universidade Federal do Rio de Janeiro (UFRJ), que, nessa quarta-feira (16/3/2011) anunciou a descoberta do maior dinossauro carnívoro do Brasil.[carece de fontes?]
Batizada de Oxalaia quilombensis, a espécie faz parte do grupo de dinossauros da família Spinosauridae, dinossauros com crânio alongado e espinhos que formam uma espécie de vela nas costas.

## Popularização na mídia
A Ilha do Cajual foi palco da obra de ficção-científica brasileira "Realidade Oculta".